# 高宇蓁
高宇蓁（英語：1978年12月6日—）台灣女演員、歌手，畢業於明新科技大學，曾是新竹科學園區的工程師，2015年成立大創紅娛樂有限責任公司擔任執行長。2018年更名為大創紅國際有限責任公司（有限公司），開創自家品牌「J.GAO」，擁有「台劇女神」的封號。
2018年8月4日，高宇蓁於臉書發佈1張她身穿泳裝的照片，展現出她背面腰部上二個凹陷下去的「性感之眼」，此為腰窩，是受遺傳影響所產生的。

## 生平
高宇蓁父系家族來自金門縣金城鎮。
2008年演出民視八點檔《娘家》賴惠君而一舉成名。
2012年接下三立台灣台八點檔《天下女人心》擔綱第一女主角，隔年加入伊林娛樂且拍攝多部雜誌，參與各類時尚活動。
2015年拍攝台灣動畫電影《OPEN！ OPEN！》飾演阿嬌姐，成立大創紅娛樂公司。
2018年發表記者會，宣布發展面膜品牌《J.KAO》副業。

## 電視劇
| 年 份  | 頻 道      | 劇 名                                | 角 色         |
| 2002年 | 中視       | 順天聖母                             | 春兒          |
| 2002年 | 民視       | 親戚不計較                           | 小甜甜        |
| 2002年 | 民視       | 不了情                               | 貴子(客串)    |
| 2003年 | 民視       | 日正當中                             | 管曉薇        |
| 2003年 | 民視       | 新玫瑰瞳鈴眼－十大惡女(四)無敵掃把星 | 徐麗玉        |
| 2003年 | 民視       | 女人40一枝花                         | 廖曉蘋        |
| 2004年 | 民視       | 慾望人生                             | 劉麗華        |
| 2004年 | 民視       | 意難忘                               | 方麗君        |
| 2006年 | 民視       | 再生緣                               | 劉桂香        |
| 2006年 | 民視       | 夫妻天註定                           | 賴秀蕙        |
| 2006年 | 公視       | 公視人生劇展－我的阿嬤是鬼           | 林淑滿        |
| 2006年 | 民視       | 愛                                   | 小真          |
| 2007年 | 民視       | 濟公                                 | 劉玉蓮 楊天嬌 |
| 2008年 | 民視       | 娘家                                 | 賴惠君        |
| 2010年 | 民視       | 夜市人生                             | 楊爱眉        |
| 2012年 | 三立都會台 | 我們發財了                           | 蘇錦華        |
| 2012年 | 三立台灣台 | 天下女人心                           | 孫寶兒        |
| 2013年 | 中視       | 愛情急整室                           | 白珊娜        |
| 2013年 | 台視       | 親愛的，我愛上別人了                 | 紀雲芳        |
| 2014年 | 三立台灣台 | 世間情                               | 孫曼娟 沈曼娟 |
| 2014年 | 大愛電視台 | 情牽萬里                             | 翁珍珍        |
| 2016年 | 三立台灣台 | 甘味人生                             | 林海茵        |
| 2017年 | 腾讯视频   | 萌妻食神                             | 榮夫人        |
| 2018年 | 三立台灣台 | 金家好媳婦                           | 金欣蓉        |
| 2019年 | 騰訊視頻   | 大宋北斗司                           | 刘茹          |
| 2019年 | 東森戲劇台 | 美味滿閣                             | 何秀美        |

## 電影
| 年 份  | 片 名 | 角 色          | 導 演  |
| 2022年 | 頭七  | 李秋華         | 沈丹桂 |
| 2024年 | 鳳姐  | 鳳姐（劉金鳳） | 邱新達 |

## 主持作品
- 民視《我的第一次》
- 民視《馬祖勞軍》

## 音樂作品

### EP
- 2024年《我是一個演員》

## 外部連結
- 高宇蓁 Jean Kao的Facebook專頁
- 高宇蓁的Facebook專頁
- 高宇蓁的新浪微博
- 高宇蓁的Instagram帳戶
- 大創紅國際有限公司台灣公司資料
- 大創紅國際的Facebook專頁
- J.KAO （页面存档备份，存于）
- J.KAO的Facebook專頁
- J.KAO GROUP Official的Instagram帳戶